# بریتنی گراینر
بریتنی گراینر (به انگلیسی: Brittney Yevette Griner؛ زادهٔ ۱۸ اکتبر ۱۹۹۰) بازیکن بسکتبال اهل ایالات متحده آمریکا و بازیکن باشگاه فینکس مرکوری است. وی در مسابقات کشوری و بین‌المللی در مجموع برندهٔ ۲ مدال طلا شده‌است. وی از معروف‌ترین بازیکنان بسکتبال زنان آمریکاست.
گراینر از سال ۲۰۱۵ عضو تیم بسکتبال یکتارین بورگ در روسیه است. او با این تیم باشگاهی تاکنون ۶ بار قهرمان بسکتبال زنان روسیه و ۴ مرتبه نیز قهرمان لیگ بسکتبال زنان اروپا شده‌است. او همچنین مدال طلای بازی‌های المپیک ۲۰۱۶ و بازی‌های المپیک ۲۰۲۰ و همچنین مقام‌های قهرمانی جهان در سال‌های ۲۰۱۴ و ۲۰۱۸ را دارد.
بریتنی گراینر، در فوریه ۲۰۲۲ به محض ورود به فرودگاه بین‌المللی شرمتیوو از سوی مقامات روسیه مورد بازرسی قرار گرفت و بازداشت شد. به ادعای مقامات روسیه، در چمدان او قوطی‌هایی حاوی ماریجوآنا پیدا شده بود و به همین دلیل به اتهام حمل مواد مخدر به زندان افتاد. دولت جو بایدن برای ما‌ه‌ها از سوی افکار عمومی آمریکا برای آزادی گراینر تحت فشار بود. او سرانجام ۸ دسامبر همان سال، پس از حدود ۱۰ ماه حبس در خاک روسیه، آزاد شد. آزادی او پس از برگزاری مذاکراتی کم‌سابقه میان دو دولت آمریکا و روسیه آنهم در بحبوحۀ حمله روسیه به اوکراین و در راستای تبادل با ویکتور بوت، یک دلال روس اسلحه، محقق شد.